# Il Piccolo
Il Piccolo — главная ежедневная газета Триеста, Италия. Название происходит от оригинального небольшого формата бумаги.

## История и профиль
Газета Il Piccolo был основан Теодоро Майером в 1881 году. Он также был её владельцем и главным редактором. Майер и другие люди, сыгравшие важную роль в создании газеты, были правыми проитальянцами. Майер поддерживал идею о Триесте как части Италии. Одним из авторов газеты была Каролина Луццатто, которая также была сторонницей этой точки зрения.
Издание газеты прервалось в начале Первой мировой войны и была возобновлен в 1919 году. После начала фашистского правления в Италии в 1923 году газета заявила о своей приверженности фашистской идеологии. До конца Второй мировой войны газету редактировали лица, придерживавшиеся фашистских политических взглядов.
Il Piccolo базируется в Триесте и издается Finegil Editoriale SPA , дочерней компанией Gruppo Espresso с 1998 года. Также печатаются местные издания для городов Монфальконе и Гориция, а также для региона Истрия (Хорватия). В настоящее время газета имеет прогрессивную политическую позицию.

## Тираж
Тираж Il Piccolo составлял 40 231 экземпляр в 2008 году. В 2013 году тираж газеты составил 31 302 экземпляра. Espresso Group сообщила, что тираж газеты в 2014 году составил 28 800 экземпляров.